# Ghicitor în pietre
„Ghicitor în pietre” este o nuvelă fantastică a lui Mircea Eliade. Ea a fost scrisă în martie 1959 la Chicago și publicată în anul 1963 în volumul Nuvele, tipărit de Cercul de Studii «Destin» din Madrid. Nuvela a fost inclusă apoi în volumul La țigănci și alte povestiri, tipărit în anul 1969 de Editura pentru literatură din București.
Subiectul acestei nuvele îl reprezintă revelarea destinului unui diplomat român aflat în concediu la mare și imposibilitatea lui de a putea valorifica adevărul aflat. Ea pune accent pe factorul divinație și pe crearea unei realități noi în urma cunoașterii viitorului. Revelația este provocată de un „litomant” care poate descifra viitorul din „configurația arbitrară a pietrelor”, un specialist al sacrului care are capacitatea de a depăși limitele condiției umane prin cunoașterea misterelor lumii.
Nuvela „Ghicitor în pietre” a fost mai puțin analizată de critica literară în comparație cu alte scrieri ale lui Mircea Eliade, cu toate că prezintă un eveniment straniu cu sensuri multiple.

## Rezumat

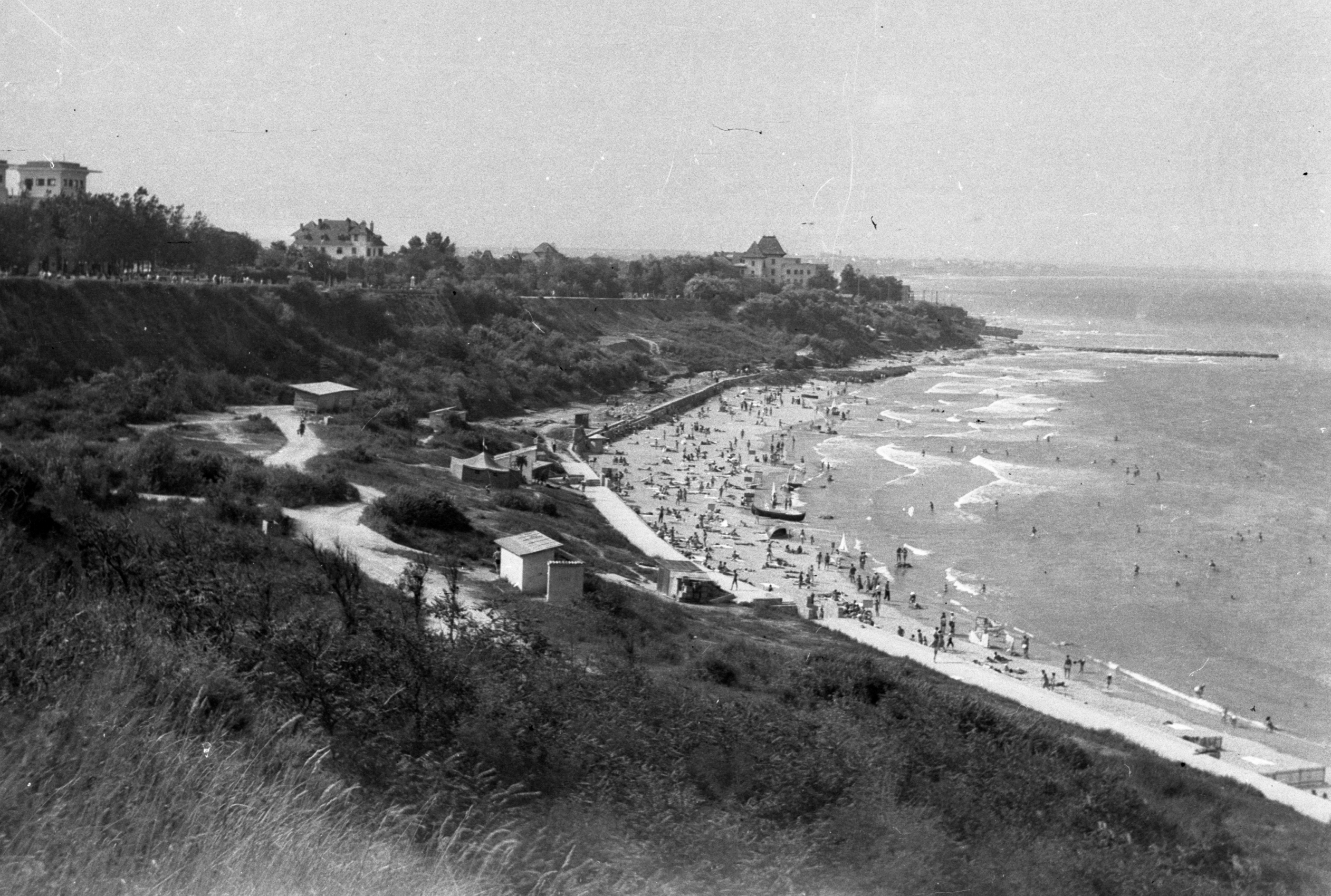
Stațiunea Eforie Sud (fostă Movilă) în 1957

Aflat în concediu în localitatea Movilă de pe litoralul românesc al Mării Negre, tânărul diplomat Alexandru Emanuel face cunoștință cu Vasile Beldiman, un fost marinar și paznic de far, care avea harul ereditar de a citi destinul indivizilor în pietre. Ghicitorul îi spune că un alt vilegiaturist (avocatul Vălimărescu din Focșani) va primi foarte curând o telegramă și va părăsi stațiunea și îi prezice lui Emanuel, care-l rugase, că va întâlni la patinaj sau pe o stradă cu polei două fete, dintre care una va cădea și va fi ridicată de o a doua fată apărută acolo tocmai atunci, întâmplare pe care diplomatul o trăise deja într-un vis ce avusese loc cu două-trei ore în urmă. Beldiman îl avertizează că cele două fete nu-i poartă noroc și îl sfătuiește să se îndepărteze cât mai repede de ele, atunci când le va vedea.
Emanuel află în aceeași după-amiază că avocatul Vălimărescu a primit o telegramă urgentă de la tribunal și că și-a anunțat plecarea. Deși era invitat la masă în acea seară de prietenul său Alessandrini din Constanța, el se decide să-l caute pe Beldiman și să-i comunice că a avut dreptate. Nu-l găsește însă pe ghicitor nici pe plajă și nici la cafenelele Vidrighin și Trandafir din Movilă, așa că pleacă la Constanța după miezul nopții, dar află că Alessandrini se dusese la barul de noapte „Albatros”, împreună cu niște artiști ce sosiseră în dimineața anterioară cu un iaht de la Balcic. Emanuel ajunge la bar, dar iese imediat de acolo, atunci când află că printre oaspeții lui Alessandrini se aflau două femei și că Beldiman stătuse un timp la aceeași masă cu ei.
Întors la bar în jurul orei 5 dimineața, hotărât să-și înfrunte soarta, află de la Alessandrini că două fete din grup (Adina și Adriana, ce deveniseră prietene nedespărțite după ce se cunoscuseră în iarna trecută la patinaj) discutaseră chiar despre el și propuseseră să-l ia cu iahtul la Balcic în dimineața următoare. În timp ce Adina plecase la Movilă să-l caute, Adriana le povestise celorlalți că Emanuel urma să se întoarcă la bar, să însoțească grupul de prieteni la Balcic, apoi, după un moment romantic, să sară de pe iaht în mare și să înoate către țărm, fiind salvat de la înec de Beldiman care-l văzuse de pe plajă.
Emanuel refuză invitația la Balcic și se întoarce la hotelul din Movilă, dar, aflând că este așteptat acolo de o femeie care pretindea că-l cunoaște, se îndreaptă către plajă unde-l observă pe Beldiman. Ghicitorul pare să nu-l recunoască și urmărește cu privirea un iaht ce se apropie de țărm și de pe care fiica sa, Adriana, sare în mare și înoată către plajă. Emanuel o așteaptă „zâmbind și fericit în același timp”, dar fata îl privește indiferentă și o strigă pe Adina, care apăruse la capătul digului.

## Personaje
- Alexandru (Sandi) Emanuel — diplomat român aflat în concediu pe litoral; urmează să plece peste două săptămâni ca vicenconsul la Stockholm.[10] Îl cunoaște la mare pe ghicitorul Vasile Beldiman, care-i dezvăluie o întâlnire nefastă din viitorul apropiat.[3][20]
- Vasile Beldiman — „ghicitor în pietre”, nepotul vestitului Leonida Beldiman și strănepotul lui Hagi Anton, originar dintr-o familie veche.[10] Este un bătrân rentier dobrogean, ce a lucrat multă vreme ca marinar și apoi timp de cinci ani ca paznic la farul din Tuzla.[3][4] El are harul ereditar de a citi în pietre destinul oamenilor.[3][7][6][21] După moartea primei sale soții (înecate în mare sau, potrivit unora, ucisă de el) a devenit mizantrop „și puțin cam pe altă lume”.[13][22]
- Alessandrini — prieten al lui Emanuel din Constanța, care-l invită în acea seară la masă, după ce-i sosiseră în vizită câțiva prieteni de la București.[13]
- Botgros — prieten al lui Alessandrini, pe care-l însoțise la barul de noapte „Albatros”, și care confirmă previziunea Adrianei.[16]
- Ioniță — un pictor talentat din Balcic, prieten al lui Alessandrini, pe care-l însoțise la barul de noapte „Albatros”, și care confirmă previziunea Adrianei.[16]
- Adina — o cunoștință veche a lui Emanuel, de care el nu își mai aduce aminte; pretinde că urma să se logodească cu acesta în trecut.[16] A plecat la Movilă ca să-l caute.[16]
- Adriana poreclită „Împărăteasa”[12] — o femeie misterioasă ce divorțase cu câteva luni în urmă, bună prietenă a Adinei.[16] Este fiica lui Beldiman, de la care a moștenit capacitatea de a cunoaște viitorul.[12][13] Îl zărește pe Emanuel doar o clipă, timp suficient pentru a-i prevedea comportamentul viitor.[13]
- Aron — nepotul proprietarului hotelului din Movilă, unde este cazat Emanuel.[13] Poartă câteva discuții cu vilegiaturistul.[15]
- domnul și doamna Vălimărescu — tineri vilegiaturiști din Focșani; el este avocat, iar ea profesoară.[10] Avocatul primește o telegramă și părăsește intempestiv stațiunea împreună cu soția sa.[3][4] Ghicitorul Beldiman prezice că cei doi se vor despărți și nu se mai vor vedea timp de mulți ani.[10]
- Vidrighin și Trandafir — proprietarii unor cafenele din localitatea Movilă.[13]

## Scrierea și publicarea nuvelei
După mai bine de zece ani petrecuți în exil la Paris, savantul român Mircea Eliade a fost numit visiting professor la Universitatea din Chicago pentru anul școlar 1956–1957, urmând să țină câteva conferințe despre filozofia și tehnicile yoga și despre șamanism în cadrul seminarului „Haskell Lectures”. În iarna anului 1956 i s-a oferit postul de profesor titular și șef al Departamentului de Istoria Religiilor la Universitatea din Chicago.
Profesorul Eliade a fost ocupat în anii următori cu activitatea didactică, ținerea de conferințe și redactarea unor studii științifice, reducându-și mult activitatea literară. În iarna anului 1958 a început să se preocupe din nou de cercetarea tradițiilor spirituale românești ca un mijloc de a-și păstra identitatea culturală în SUA. A început să redacteze articolul „Les Daces et les loups” (primul capitol din cartea De Zalmoxis à Gengis-Khan. Études comparatives sur les religions et le folklore de la Dacie et de l'Europe orientale). În primăvara anului 1959 l-a cuprins brusc dorul de literatură. Nu mai scrisese nimic în limba română de când întrerupsese scrierea nuvelei „Pe strada Mântuleasa...”, cu patru ani mai înainte. Potrivit memoriilor sale, el a scris repede în lunile martie și aprilie la Chicago două scurte nuvele: „Ghicitor în pietre” și „O fotografie veche de 14 ani”. Prima nuvelă a fost scrisă în martie 1959, după cum menționează însuși autorul la sfârșitul scrierii. Eliade intenționa să scrie și „La țigănci”, dar a amânat redactarea acestei nuvele până în vară.
Autorul a distribuit manuscrisul unor prieteni, printre care Monica Lovinescu și Virgil Ierunca, care au formulat unele obiecții cu privire la sfârșitul prea banal al nuvelei. Textul nuvelei a suferit apoi unele retușuri, potrivit sugestiilor primilor cititori, după cum menționează Eliade într-o însemnare datată 23 iulie 1959 din Jurnalul inedit: „Recitesc Ghicitor în pietre și-mi dau seama că Ieruncii aveau dreptate: ultima parte a nuvelei, adică după ce Emanuel întâlnește pe Adina la bar – se desfășoară pe alt plan, atmosfera de «mister» dispare dintrodată. Acțiunea și personajele acestor pagini aparțin unui univers literar care ar putea fi al oricui alt autor, Cezar Petrescu, bunăoară. Va trebui să rescriu așadar ultimele 16 pagini. Dar nu asta mă deprimă, ci, mai ales faptul că m-am putut înșela în asemenea hal. În aprilie, după ce am scris-o, am recitit, am corectat și am transcris nuvela – și nu mi-am dat seama de «căderea» ultimei părți”.
Nuvela a fost publicată pentru prima dată în anul 1963 în volumul Nuvele, tipărit de Cercul de Studii «Destin» din Madrid (condus de George Uscătescu, profesor de filozofie la Universitatea Complutense din Madrid) în cadrul unei colecții de scrieri publicate de personalități românești proeminente ale exilului românesc.
Ca urmare a faptului că, după cel de-al Doilea Război Mondial, opera literară a lui Mircea Eliade a fost interzisă la publicare timp de peste două decenii de către autoritățile regimului comunist, nuvela „Ghicitor în pietre” a fost publicată în România abia în anul 1969, când a fost inclusă în volumul La țigănci și alte povestiri, tipărit de Editura pentru literatură din București. Potrivit dorinței autorului, exprimată într-o scrisoare din 15 iulie 1968 către Elena Beram (redactoarea Editurii pentru literatură), ordinea textelor din acel volum era cea cronologică, iar la sfârșitul fiecărei nuvele era menționat anul redactării ei. Cartea a apărut într-un tiraj destul de mic pentru acele vremuri și, cu toate că a fost prost difuzată în rețeaua de librării, s-a epuizat rapid. Prefața volumului, intitulată „Dialectica fantasticului”, a fost scrisă de profesorul Sorin Alexandrescu, nepotul autorului.

## Analiză literară
Nuvelele publicate de Mircea Eliade în perioada exilului urmăresc să descopere prezența sacrului în evenimentele cele mai banale ale existenței umane, transformându-l pe scriitor în cel mai important autor de proză fantastică din literatura română, comparabil cu Howard Phillips Lovecraft și J.R.R. Tolkien. Potrivit teoriei sale, transcendentul este camuflat în istorie, iar literatura are rolul să înregistreze și să reveleze hierofaniile (manifestările sacrului), cultivând evaziunea fantastică într-un mod criptic, fără comentarii simplificatoare. Lumea are două planuri în viziunea lui Eliade: un plan al lumii cauzale, obiective, și un plan al lumii tainelor, iar omul trăiește la intersecția celor două planuri, unde interferează energiile individuale cu energiile cosmice. Nuvelele eliadiene exprimă strădania autorului de cunoaștere a tainelor universului și de accedere în planul sacru.
Concepția originală a lui Eliade asupra fantasticului provine, potrivit propriei opinii, din teoria sa despre „irecognoscibilitatea miracolului”, adică din credința sa că, după Întrupare, „transcendentul” este camuflat în lume sau în istorie, devenind astfel „irecognoscibil”. Matei Călinescu consideră că, numai recunoscând existența miracolului și a sacrului, oamenii pot depăși lipsa de sens a vieții cotidiene și înțelege adevăratul sens al existenței lor. Potrivit profesorului american de istoria religiilor Joseph M. Kitagawa, Mircea Eliade ar fi descoperit în perioada exilului mărturii moderne ale prezenței miracolului religios.
Spațiul evocat de autor în „Ghicitor de pietre”, deși localizabil geografic, este unul mitic, după cum reiese dintr-o însemnare de jurnal datată 24 iulie 1959: „Movila, Tuzla și Constanța din «Ghicitor în pietre» aparțin unei geografii mitice, nu «seamănă» aproape deloc cu ceea ce erau, prin 1939, acele localități. Simt din ce în ce mai mult nevoia ca literatura mea să se elibereze de concretul geografic și istoric”.

### Tema nuvelei
Tema acestei nuvele o constituie, potrivit lui Sorin Alexandrescu, „revelația destinului în întâmplări aparent anodine”. Profesorul Ioan Petru Culianu, unul dintre discipolii apropiați ai lui Eliade, a afirmat într-un text publicat în numărul special (48–49, noiembrie 1986) dedicat savantului al periodicului Limite (revistă culturală românească ce apărea la Paris sub îndrumarea lui Virgil Ierunca) că Mircea Eliade i-a spus de mai multe ori că „lumea este un camuflaj, că e plină de semne care trebuie descifrate cu răbdarea unui ghicitor în pietre”. Procedeul literar al prozatorului poate fi descifrat prin apelul la divinație, considera Culianu, iar din acest motiv criticul literar Monica Lovinescu l-a numit pe Mircea Eliade „litomantul incomparabil al literaturii române”.
„Ghicitor în pietre” prezintă o hierofanie (experiență sacră), care nu este precedată de unele semne ca în alte nuvele eliadiene, ci anticipată de un act divinator. Modul de prezicere a viitorului în această nuvelă este unul nonconformist, „eretic” (după cum afirma Sergiu Pavel Dan), diferit de modurile clasice folosite în narațiunile fantastice (astrologia, chiromanția, catoptromanția, cartomanția etc.). Viitorul este ghicit în această nuvelă nu în stele, în cafea, în interpretarea viselor sau a semnelor palmei, ci în pietre. Harul ghicirii viitorului în configurația pietrelor este transmis ereditar, fără un motiv clar: unuia dintre copiii familiei începe, pe la vârsta de 12–13 ani, să-i placă pietrele și devine un „ales” ca personajele din basme. „Alesul” își perfecționează acest har în urma unui proces de inițiere condus de predecesorul său, care a ajuns să cunoască misterele lumii și a devenit un înțelept.
Ghicirea destinului de către cititorul în pietre Vasile Beldiman se face prin cercetarea locului unde se așază oamenii, loc care nu este ales la întâmplare. „(...) După câte m-am lămurit eu, niciodată omul nu se așază la întâmplare. Fiecare se așază după cum îi e scris. N-ai văzut? Te îndrepți spre un loc, ți se pare că e frumos, te pregătești să te așezi acolo, și apoi vezi că e mai frumos locul de alături. Dar când te așezi acolo, simți că ceva nu-ți priește, și iar te schimbi, până ce te înseninezi deodată, și te întinzi, și parcă toate sunt dintr-odată bune și frumoase, parcă toată lumea e a d-tale. Ți-ai găsit locul care ți-era scris, și care te aștepta”, precizează el.
Pietrele lângă care se așază indivizii poartă un mesaj care poate fi înțeles de cel care este capabil să-l citească. „Le caut din ochi, și când dau de ele, înțeleg ce se va întâmpla. Înțeleg după forma lor, sau după anumite colțuri, și direcția colțurilor, și culorile pietrei, căci într-o parte e mai întunecată, iar în altele e luminoasă, colorată, vărgată. Și atunci citesc în pietre și înțeleg ce-l așteaptă pe omul care s-a așezat lângă ele, sau, uneori, de-a dreptul pe ele”. Viața omului se desfășoară potrivit unui destin în care nimic nu este lăsat la voia întâmplării, iar pietrele prefigurează acel destin pentru cei care sunt capabili să-l descifreze. Dezvăluirea destinului nu este recomandată a fi făcută persoanelor vizate deoarece ar determina modificarea viitorului și poate fi realizată parțial doar în cazuri de forță majoră. În plus, în unele cazuri se pot produce erori de interpretare așa cum i s-a întâmplat lui Beldiman pe versantul Pietrele Arse din Munții Rarău.
Întâmplările prezentate în această nuvelă conturează o stare de confuzie ce va cuprinde mai multe personaje. Beldiman acceptă să ghicească viitorul lui Emanuel, dar precizează că nu-i va spune decât începutul. „Ce urmează e complicat: faptele sunt povestite înainte de a se întâmpla, dialogurile pun și pe eroi și pe noi pe gânduri. Personajele se caută și nu se găsesc, se salvează de la înec fără a fi intrat în apă, intriga dă impresia unui scenariu care se desfășoară deodată pe mai multe planuri de timp și spațiu”, scria academicianul Eugen Simion. Relatările lui Alessandrini, Botgros și Ioniță produc o stare de nedumerire, aducând în prim-plan două femei misterioase, care se cunoscuseră în iarna trecută la patinaj; acest amănunt confirmă predicția ghicitorului în pietre. Identitatea femeilor rămâne necunoscută, ele fiind des confundate de interlocutorii lui Emanuel, deși „nu seamănă deloc”. Adina pretinde că-l cunoaște foarte bine pe Emanuel și că ar fi urmat mai demult să se logodească cu el, dacă nu ar fi intervenit un anumit eveniment în viața lui, spre uimirea bărbatului care afirmă că nu-și amintește. Cea de-a doua femeie este numită Adriana, dar numele ei este deseori confundat cu cel de Ariana, o posibilă referire mitologică la Ariadna, cea care i-a oferit eroului Tezeu firul care l-a ajutat să găsească ieșirea din labirint. Ea este fiica lui Beldiman și posedă darul ghicirii viitorului, apelativul de „Împărăteasa” simbolizându-i calitatea de inițiată. Relatarea Adrianei completează prezicerea tatălui ei, prelungind în planul real o întâmplare petrecută anterior în planul imaginar.
Emanuel este inițiat în două rânduri prin intermediul prezicerilor, mai întâi direct de Beldiman și apoi indirect de Adriana. Periplul său nocturn pare o rătăcire labirintică soldată cu eșec deoarece personajul refuză inițierea sacră, evitând s-o întâlnească pe Adriana. Personajul ratează ambele planuri ale dragostei: a uitat-o pe Adina, simbolul profanului, și respinge invitația Adrianei de a trăi o iubire ireală, inaccesibilă omului prozaic și lipsit de imaginație. Cele două simboluri prezente în nuvelă (pietrele și marea) sunt elemente primordiale generatoare de viață, aflate în opoziție: solid vs. lichid, concret vs. abstract, având rolul de a evidenția căutarea fără oprire a statorniciei de către om.

### Tipologia personajelor
Criticul literar Angelo Mitchievici a împărțit personajele lui Mircea Eliade în trei tipuri, în funcție de nivelul de cunoaștere sau de inițiere la care au acces:
- o elită care se pregătește să părăsească existența profană, terestră, maeștri de inițiere precum Andronic din „Șarpele” (1937), doctorii Honigberger și Zerlendi din „Secretul doctorului Honigberger” (1940) sau profesorul Fărâmă din „Pe strada Mântuleasa...”;
- personaje în curs de inițiere care și-au ratat existența în spațiul profan, marcată de unele confuzii, rătăciri și defazaje temporale, și urmează să se împlinească într-un spațiu transcendent, precum profesorul Gavrilescu din „La țigănci” (1959), Ștefan Viziru din Noaptea de Sânziene, Antim din „Uniforme de general” (1971), profesorul Dominic Matei din „Tinerețe fără tinerețe” (1976); și
- personaje complet opace care se află cu totul în spațiul profan precum detectivii francezi din „La umbra unui crin” sau anchetatorii profesorului Fărâmă din „Pe strada Mântuleasa...”.

Inițierea constituie, în opinia lui Eliade, un proces îndelungat prin care omul suferă o moarte simbolică pentru a renaște la un nivel spiritual superior. Martor al revelației, inițiatul dobândește înțelepciune și ajunge să stăpânească timpul.
Eseistul și istoricul religiilor Ioan Petru Culianu considera că începuturile perioadei de creație din exil al lui Mircea Eliade sunt marcate de o trecere de la revelarea sacrului de către un specialist inițiat (precum Andronic, dr. Zerlendi sau Swami Shivananda din nuvelele fantastice scrise înainte de război) la trăirea unui miracol irecognoscibil de către un personaj inocent, „ingenuul, idiotul prin excelență al esoterismului arthurian medieval” extras din mitul lui Parsifal (cavalerul sărac cu duhul din miturile germane).
Ghicitorul în pietre a fost inclus de criticii Eugen Simion și Gheorghe Glodeanu în categoria inițiaților. Spre deosebire de inițiați ca Suren Bose sau dr. Zerlendi procesul de inițiere al ghicitorului în pietre nu a avut loc indirect, prin asimilarea informațiilor din cărți, ci printr-un har înnăscut cultivat în cursul timpului prin contactul cu obiectele sacre. Beldiman poate descifra semnele naturii pentru că a trăit de mic copil în mijlocul ei și o percepe ca un spațiu primordial și nu ca un element de decor cum o consideră locuitorii orașelor, trăitori într-un mediu artificial al fierului, betonului și sticlei. Călătoriile pe mare au reprezentat un moment important în procesul inițierii personajului, făcându-l să anticipeze schimbarea vremii, iar retragerea pe uscat ca paznic de far echivalează cu o asceză. În calitate de fiică a lui Beldiman, Adriana este ea însăși o inițiată, după cum o dovedește apelativul de „Împărăteasa”.
Aflat în antiteză cu ghicitorul în pietre, Emanuel este un individ prozaic, interesat să urce în ierarhia socială, care își ia o scurtă vacanță înainte de a pleca în prima lui misiune diplomatică. Întâlnirea cu Beldiman reprezintă pentru el un proces de inițiere, dar personajul îl refuză și ratează ieșirea din labirintul existențial, dovedindu-se a fi de fapt un om mediocru, la fel ca profesorul Gavrilescu și Iancu Gore, prin refuzul asumării propriului destin. Căutarea cu obstinație a sacrului este combinată aici cu frica omenească de necunoscut care-l face să rămână ancorat în universul profan. Emanuel râvnește să-și cunoască destinul, pe care apoi se străduiește să-l ocolească din teama că firul vieții i se va schimba: amână deschiderea unei telegrame, acceptă tardiv o invitație la Constanța, își ocolește vechii prieteni și refuză să plece într-o călătorie de plăcere cu grupul de prieteni după ce află că vor fi însoțiți de două femei necunoscute etc. Celelalte personaje (grupul monden din Ghicitor în pietre) sunt martori profani ai revelației, posesori ai unui spirit raționalist, pentru care întreaga poveste nu este decât un simplu subiect de amuzament.

## Aprecieri critice
În opinia profesorului Sorin Alexandrescu nuvela „Ghicitor în pietre” încearcă să sondeze noi filoane ale literaturii fantastice, fără a reuși să se rupă cu totul de trecutul literar al lui Eliade. Spre deosebire de creațiile literare mai vechi ale lui Mircea Eliade, subiectul acestei nuvele ar aparține, potrivit eseistului Nicolae Steinhardt, „fantasticului filozofic și ne-miraculos”, care urmărește să descopere o învățătură cu privire la sensul existenței umane.
Academicianul Eugen Simion a constatat unele asemănări ale nuvelei eliadiene „Ghicitor în pietre” cu nuvela satirică „Crima lordului Arthur Savile” (1887) a lui Oscar Wilde, personajele principale ale ambelor povestiri aflându-și prematur viitorul și încercând să se folosească de informația dobândită pentru a se sustrage destinului. Nuvela lui Wilde pune însă accentul pe obsesia creată de cunoașterea viitorului și pe dorința patologică de a provoca întâmplările prevăzute a avea loc, în timp ce nuvela lui Eliade relatează un șir de coincidențe misterioase și ambigue.
În studiul său dedicat istoriei literaturii științifico-fantastice din România, criticul Florin Manolescu afirma că „Ghicitor în pietre” poate fi considerată o nuvelă S.F., dacă se acceptă definiția că o scriere științifico-fantastică poate avea la bază nu doar o ipoteză științifică „pozitivă”, ci și una „umanistă” sau chiar pseudoștiințifică. Explicarea aptitudinii unui individ de a anticipa destinul, în funcție de obiectele în apropierea cărora acesta se așază, prin criptestezia pragmatică a lui Charles Richet sau prin psihometrie poate fi o astfel de ipoteză.

## Traduceri
Nuvela „Ghicitor în pietre” a fost tradusă în mai multe limbi străine:
- franceză („Le devin des pierres”, în vol. À l'ombre d'une fleur de lys..., Gallimard, Paris, 1985; traducere de Alain Paruit),[76][77][78]
- suedeză („En spaman i stenar”, în vol. En spaman i stenar; Tolvtusen slaktdjur, Kyssens port. Samtida rumansk prosa, 1987; traducere de Jon Milos),[79]
- spaniolă („El adivino de las piedras”, în vol. A la sombra de una flor de lis, Fondo de Cultura Económica, México, 1989; traducere de Mónica Mansour),[80][81]
- cehă („Hádání z kamenů”, în vol. Hádání z kamenů, Editura Argo, Praga, 2000; traducere de Jiří Našinec),[82][83]
- rusă („Гадальщик на камешках”, în vol. Гадальщик на камешках, Editura Azbuka, St. Petersburg, 2000; traducere de Tatiana Sveșnikova;[84][85][86] o altă traducere a fost realizată de Stanislav Semcinskii și publicată în 2000 sub titlul „Гадальщик на камнях” în vol. Генеральские мундиры, tipărit de Editura Nika-Țentr din Kiev),[82][87]
- engleză („The Man Who Could Read Stone”, în Bryan Rennie (ed.), Changing Religious Worlds: The Meaning and End of Mircea Eliade, State University of New York Press, Albany, NY, 2001; traducere de Mac Linscott Ricketts, pp. 117–139),[88]
- bulgară („Гадателят”, în vol. Гадателят. Госпожица Кристина. При циганките, Zaharii Stoianov, Sofia, 2002; traducere de Ognean Stamboliev),[89][90]
- japoneză („Ishi uranaishi”, în vol. Eriāde gensō shōsetsu zenshū, vol. 2 (1959–1971), Sakuhinsha, Chiyoda, Tokyo, 2004; traducere de Haruya Sumiya),[91][92]
- portugheză („O adivinho nas pedras”, în vol. Nas ciganas. Novelas Completas, Edições Cavalo de Ferro, Lisabona, 2004; traducere de Anca Ferro)[93] etc.